# Cleisostoma uraiense
Cleisostoma uraiense är en orkidéart som först beskrevs av Bunzo Hayata, och fick sitt nu gällande namn av Leslie Andrew Garay och Herman Royden Sweet. Cleisostoma uraiense ingår i släktet Cleisostoma, och familjen orkidéer. Inga underarter finns listade i Catalogue of Life.